# シマノ

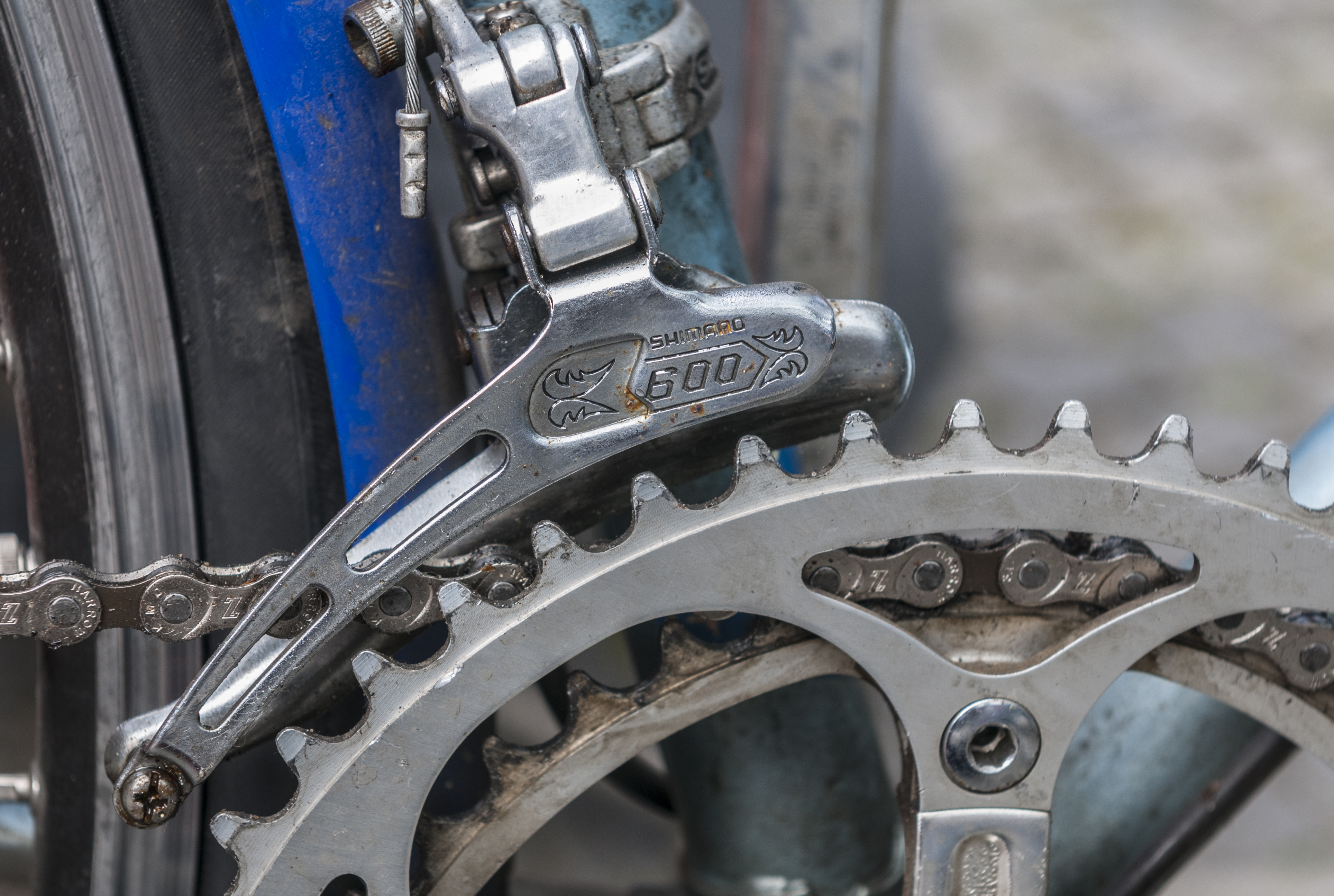
Shimano 600, 1980

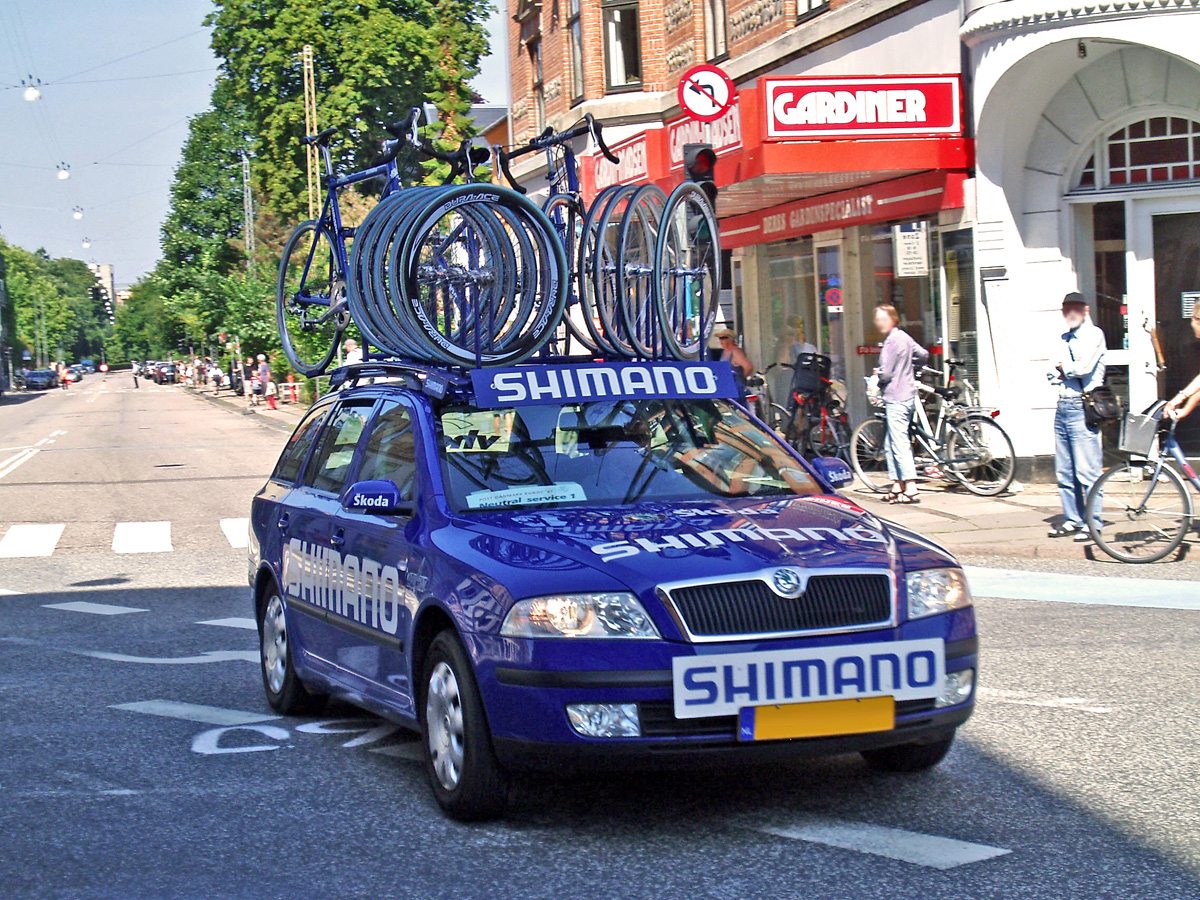
シマノのニュートラルカー

株式会社シマノ（英: SHIMANO INC. ）は、大阪府堺市堺区に本社を置く、自転車部品と釣具の製造を主要な事業とするアウトドアスポーツメーカーである。スポーツ自転車部品の世界最大手企業である。TOPIX Large70およびJPX日経インデックス400の構成銘柄の一つ。
創業の地の堺は、鍛冶屋の伝統を持ち、16世紀以来包丁と鉄砲の町として知られ、明治に入ってから自転車の部品や完成品の生産に業種転換し、日本の自転車産業の中心地となっていた。シマノは、堺の鉄工所職人だった創業者・島野庄三郎が28歳で創業した。島野は1921年にフリーホイールの生産にとりかかり、1939年にはシマノは工作機械200台、雇用人員200名を数える日本最大のフリーホイールメーカーとなった。その後、1960年代後半に米国や欧州で起こった巨大スポーツサイクルブームが追い風となり会社は成長した。
自転車部品と釣具の製造をその主要な事業とし、ロードバイク・マウンテンバイク・レース用自転車の機構部品としては世界最大である。取扱品目の性格上、従業員の自転車通勤も積極的に奨励している。
同社の消費財としての売上の多くを釣具が占めるため、一般には釣具メーカーとしての認識である。ただし、多くの売上は生産財としての自転車部品であり、自転車メーカーに販売されている。
かつては釣具以外の消費財としてゴルフ用品やスノーボードのビンディング・ブーツも製造販売していた。なお、ゴルフは2005年、スノーボードも2009年3月31日をもって終了した。
みどり会の会員企業であり三和グループに属していると同時に大輪会の会員企業である。

## 沿革
- 1921年 - 初代島野庄三郎が大阪府堺市にて堺セルロイド工場の跡地を借り島野鐵工所を創業。焼き入れ技術が劣りベアリングの品質が悪かった国産フリーホイールを、技術の改善と輸入ベアリングを用いて品質向上させ、製造を開始。
- 1940年 - 株式会社島野鉄工所となる。
- 1951年 - 商号を島野工業株式会社に変更。
- 1956年 - 外装式変速機の生産に着手。
- 1957年 - 内装3段変速機（3 SPEED HUB）の生産に着手。
- 1958年 - 2代目社長に島野尚三が社長に就任。
- 1965年 - アメリカ合衆国に事務所を構えた。
- 1970年 - 釣具事業部発足。島野山口株式会社（現・下関工場）完成。
- 1972年 - 大阪証券取引所2部上場。西ドイツ・デュッセルドルフにて「シマノヨーロッパ」を設立。
- 1973年 - 東京証券取引所・大阪証券取引所1部上場。シンガポールに初の海外工場を設立。
- 1991年 - 商号を株式会社シマノに改称。
- 1992年 - 3代目社長に島野敬三が就任。自転車博物館（2022年に新築移転し、シマノ自転車博物館となった）をオープン。
- 1995年 - 4代目社長に島野喜三が就任。
- 1997年 - スノーボード用品を扱うアクションスポーツ事業部発足。
- 1999年 - ゴルフ事業部発足。
- 2001年 - 5代目社長に島野容三が就任。
- 2005年 - ゴルフ用品事業から撤退。
- 2009年 - 3月末でスノーボード用品を扱う事業から撤退。ヨネックスに事業譲渡。
- 2021年 - 創業100年を迎え、ツール・ド・フランスのニュートラルサポートをすることが発表される[8][9]。6代目社長に島野泰三が就任。
- 2022年 - 6月1日、経済産業省により変速機の脱落の恐れを事由とした製品のリコールが公布される[10]。

## 生産拠点

### 日本国内

#### 直営
- 本社（大阪府堺市）
  - 本社工場は設計が芦原太郎建築事務所、施工が大林組・コーナン建設共同企業体、2015年3月竣工。第一種住居専用地域に近接しているため、電柱が地中化されるなど歩道や緑地整備にも配慮されている。ショールームのようなガラス張り職員駐輪場や緑量の多い駐車場など完成度の高い地域景観が評価され、2016年度大阪都市景観建築賞大阪府知事賞を受賞した[11]。
- 下関工場（山口県下関市）

#### 子会社・関連会社
- シマノ熊本株式会社（熊本県山鹿市）
  - 釣り竿の生産
- 島野足立株式会社
  - 釣り竿の生産

### 日本国外
- G.LOOMIS, INC.（アメリカ）
  - G.loomisブランドの釣り竿の製造・販売。
- INNOVATIVE TEXTILES, INC.（アメリカ）
  - Power Proブランドの釣り糸の製造・販売。
- SHIMANO (SINGAPORE) PTE. LTD.（シンガポール）
- SHIMANO COMPONENTS (MALAYSIA) SDN. BHD.（マレーシア）
- SHIMANO (Mersing) SDN. BHD.
- FBM
- SHIMANO (MALAYSIA) SDN. BHD.（マレーシア）
  - 釣り用リール等の製造。
- P.T. SHIMANO BATAM（インドネシア） 
  - 釣り竿等の製造。
- MSC PTE. LTD.
- Arex Precision Manufacturing (Malaysia) Sdn. Bhd.
- Peninsula Precision Stamping (Malaysia) Sdn. Bhd.
- SHIMANO (CAMBODIA) CO., LTD.（カンボジア）
- SHIMANO (LIANYUNGANG) INDUSTRIAL CO., LTD.（中国）
- SHIMANO (KUNSHAN) BICYCLE COMPONENTS CO.,LTD.（中国） 
  - 自転車用品の製造・販売。
- SHIMANO (KUNSHAN) FISHING TACKLE CO., LTD.（中国）
  - 釣り竿等の製造。
- SHIMANO (TIANJIN) BICYCLE COMPONENTS CO., LTD.（中国） 
  - 自転車用品の製造・販売。
- Shimano Czech Republic s.r.o（チェコ）
  - 製造・販売

## 販売拠点

### 日本国内

#### 直営
- 釣具営業所
  - 仙台営業所（宮城県仙台市）
  - 埼玉営業所（埼玉県上尾市）
  - 東京営業所（東京都大田区）
  - 名古屋営業所（愛知県名古屋市）
  - 大阪営業所（大阪府堺市）
  - 中国営業所（岡山県岡山市）
  - 四国営業所（香川県観音寺市）
  - 九州営業所（佐賀県鳥栖市）
- アミニティ・ゴルフショップ アイフィー（大阪府大阪市）
- ライフ・クリエーション・スペース OVE（東京都港区、大阪府大阪市）

北海道営業所（北海道札幌市）は現在はありません

#### 子会社・関連会社
- シマノセールス株式会社（大阪府堺市）
- 公益財団法人シマノ・サイクル開発センター/シマノ自転車博物館（大阪府堺市）

### 日本国外
- SHIMANO AMERICAN CORPORATION（アメリカ）
- DASHAMERICA, INC.(PEARL IZUMI USA)（アメリカ）
- PEARL IZUMI GmbH（ドイツ）
- SHIMANO CANADA LTD.（カナダ）
- SHIMANO EUROPE HOLDINGS B.V.（オランダ）
- SHIMANO EUROPE FISHING HOLDING B.V.（オランダ）
- SHIMANO EUROPE BIKE HOLDING B.V.（オランダ）
- SHIMANO BENELUX B.V.（オランダ）
- SHIMANO EUROPE B.V.（オランダ）
- SHIMANO EUROPE RETAIL DIVISION B.V.（オランダ）
- Bikefitting HOLDINGS B.V.
- Bikefitting.com B.V.（オランダ）
- SHIMANO GERMANY FISHING GMBH.（ドイツ）
- SHIMANO FRANCE COMPOSANTS CYCLES S.A.S.（フランス）
- SHIMANO ITALY FISHING S.R.L.（イタリア）
- SHIMANO BELGIUM N.V.（ベルギー）
- SHIMANO NORDIC CYCLE AB（スウェーデン）
- SHIMANO NORDIC CYCLE OY（フィンランド）
- SHIMANO NORDIC CYCLE AS（ノルウェー）
- SHIMANO NORDIC DENMARK APS（デンマーク）
- SHIMANO POLSKA BICYCLE PARTS SP. Z O.O.（ポーランド）
- SHIMANO (SHANGHAI) SALES CORPORATION（旧SHIMANO (SHANGHAI) BICYCLE COMPONENTS CO.,LTD.）（中国）
- SHIMANO TAIWAN CO.,LTD.（台湾）
- SHIMANO LATIN AMERICA REPRESENTACAO COMERCIAL LTDA.（ブラジル）
- SHIMANO OCEANIA LTD.（オーストラリア）
- SHIMANO AUSTRALIA CYCLING PTY. LTD. (旧SHIMANO AUSTRALIA PTY. LTD.)（オーストラリア） [12]
- SHIMANO AUSTRALIA FISHING PTY. LTD. (旧DUNPHY SPORTS/FISHING IMPORTS PTY. LTD.)（オーストラリア） [12]
- Shimano Italia S.p.A in liquidazione
- SHIMANO OCEANIA HOLDINGS PTY. LTD. (旧DUNPHY HOLDINGS PTY. LTD.)（オーストラリア）[12]

#### かつて存在していた事業所・子会社・関連会社
- SHIMANO U.K. LTD.（イギリス）（2012年に売却）[12]

## その他子会社・関連会社
- サンボウ

## 自転車部品
実用車からスポーツサイクルまでの主要な構成部品を数多く生産し、世界最大の自転車パーツメーカーであり、日本国内においても2013年現在は自転車業界唯一の東証一部上場企業である。
1921年、わずか1台の工作機械で後輪用1枚ギアの製造からスタートした。1958年に創業社長の島野庄三郎が死去し、当時は赤字が続いていたため誰も後継に手を挙げなかったが、庄三郎の長男・島野尚三が「3年の間に黒字にするから、その間は自分の言う事を聞いてほしい」として社長に就任。その直後に発売した内装3段変速機がヒット商品となり、本当に3年で会社を黒字転換させた。1963年には当時の最先端技術である冷間鍛造を導入した工場を新設するなど、貪欲に新技術を導入し続けた。
1973年にリリースしたDURA-ACE（デュラエース）は、変速機やブレーキ、ハブ、チェーンホイール等をセットにして販売し、コンポーネントという概念を作り上げた。パーツをコンポーネントで統一すれば互換性の点で悩むこともなく、デザイン的にもスッキリするのですんなり受け入れられ、他社も追従することとなった。ただ、変速機やブレーキ等の専業メーカーはシマノに市場を奪われ、ライバル関係にあったサンツアー（マエダ工業）、スギノテクノ（現スギノエンジニアリング）などは次第に苦戦することになる。ちなみに、変速機のメーカーだったマエダ工業はチェーンホイールをスギノテクノ、ブレーキを吉貝機械金属（現ヨシガイ）、ハブを三信技研に作らせ、サンツアーブランドでコンポーネントを展開させ、シマノに対抗する。
1973年に外装変速機の位置決め機構「ポジトロンシステム」を実用化、さらに「自転車が停止した状態で、あらかじめレバーを選択したいギアのところに入れておけば、発進時の踏み出しの際に自動的にギアが変速する」という「ポジティブプリセレクトシステム」の実用化にも成功、少年用スポーツサイクル用の変速機として人気を博した。
今でこそ世界最大の自転車パーツメーカーではあるが、1981年に投入したAXシリーズはシマノの屋台骨を揺るがす事態を引き起こした。AXシリーズはエアロダイナミクスを大胆に取り入れ、（特に、シャフトが存在しないデザインのペダルが）世界にセンセーションを巻き起こしたのだが、強度不足による破損、整備性や互換性の問題、実感できないエアロ効果等、完成度の低さから失敗作との烙印を押された。しかし、この手痛い失敗を教訓とし、シマノは製品化前にプロによる実戦テストを念入りに行うようになり、高い信頼性を誇る製品を生み出す体質へと変貌させた。
1984年にはポジトロンシステムの技術を応用し、変速レバーにラチェットを設けることで変速を容易かつ正確にしたシマノインデックスシステム（SIS）が大ヒット。また、チェーンホイールやスプロケットに加工を施し変速を迅速にするハイパーグライドシステムを開発、さらに変速レバーとブレーキレバーを一体化したデュアルコントロールレバーでハンドルから手を離さずに変速できるシマノトータルインテグレーション（STI）を登場させ、他社に決定的な差をつけた。サンツアーはブレーキレバー付近に取り付ける手元シフトレバー「コマンドシフター」をシマノに先駆けリリースしていたが操作性でSTIに劣っており、「エルゴパワー」で追従した伊カンパニョーロ以外のライバルは事実上消滅。その後2000年代に入りSRAMの参入はあったものの、かつてに比べライバルの数は大きく減少している。
初期のマウンテンバイク市場にも積極的に商品を投入し、最上位グレードXTRを筆頭に市場をほぼ独占した時期もあった。ロード用で培った技術をMTBにも応用し高い人気を誇っている。近年MTB向けにもロードバイクのSTIを模して、ブレーキレバー自体を操作することで変速できるタイプのデュアルコントロールレバーを投入したが、ロード用ほどには普及していない。
他にも強力な制動力を持つVブレーキをはじめ、独自の機構、規格の部品を多数開発している。また2009年モデルからロードバイク用の電動コンポーネント（パワーシフター）を発売することを発表した。他にもホイールや競輪などのトラック競技車用のパーツ、ビンディングシューズやボトルなどの関連用品も販売しているが、フレームは製造していない。
2020年にはペダリングモニターやサイクルコンピューターを製造していたパイオニアからサイクル事業を譲渡された。

### 長所
- 故障が少なく、操作が楽で日本国内では補修部品が細かい単位で入手できる。
- 性能・品質に対して価格が抑えられており、なおかつ性能は高いレベルにある。
- SISやSTI、Di2等、革新的な機能を積極的に開発。

### 短所
- 製品ラインナップが豊富であるが、世代間の互換性をさほど重視していない。そのため一つのシステムで世代ごとに違った規格が数多く存在し、パーツ交換の際に使用できないことも多い（例えばデュラエースは7900シリーズと7800シリーズで、同じ変速段数にもかかわらず多くの部品で互換性がない）。

### 一長一短な点
- モデルチェンジ後も旧来のパーツ使用者のための製品を製造し続けている。その補修部品はネジ一本に至るまでスモールパーツ単位での発注が可能であり、部品に割り振られたパーツナンバーさえ分かれば発注により一般ユーザーにも入手が可能である。
そのため新しい製品に買い換えずに長年使用することが出来るが、それがゆえ数は膨大で、欠品や生産中止、繁忙期などの入手時間の遅れがある。

### コンポーネント
| グレード     | 型番  | 備考               | 変速数（リア） |
| ------------ | ----- | ------------------ | -------------- |
| DURA-ACE     | R9200 | Di2 セミワイヤレス | 12速           |
| DURA-ACE     | R9100 |                    | 11速           |
| DURA-ACE     | R9120 | 油圧ブレーキ       | 11速           |
| DURA-ACE     | R9150 | Di2                | 11速           |
| DURA-ACE     | R9170 | Di2+油圧ブレーキ   | 11速           |
| ULTEGRA      | R8100 | セミワイヤレス     | 12速           |
| ULTEGRA      | R8000 |                    | 11速           |
| ULTEGRA      | R8020 | 油圧ブレーキ       | 11速           |
| ULTEGRA      | R8050 | Di2                | 11速           |
| ULTEGRA      | R8070 | Di2+油圧ブレーキ   | 11速           |
| 105          | R7100 | Di2+油圧ブレーキ   | 12速           |
| 105          | R7020 | 油圧ブレーキ       | 11速           |
| 105          | R7000 |                    | 11速           |
| Tiagra       | 4700  | 油圧ブレーキ       | 10速           |
| CUES         | U6000 | 油圧ブレーキ       | 11速           |
| CUES         | U4000 | 機械式ブレーキ     | 10, 9速        |
| SORA         | R3000 |                    | 9速            |
| Claris       | R2000 | 2400の後継モデル   | 8速            |
| Tourney A070 | A070  | A050の後継モデル   | 7速            |
| GRX  | RX825 | Di2＋油圧ブレーキ | 12速    |
| GRX  | RX820 | 油圧ブレーキ      | 12速    |
| GRX  | RX815 | Di2＋油圧ブレーキ | 11速    |
| GRX  | RX810 | 油圧ブレーキ      | 11速    |
| GRX  | RX600 | 油圧ブレーキ      | 11速    |
| GRX  | RX400 | 油圧ブレーキ      | 10速    |
| CUES | U6000 | 油圧ブレーキ      | 11速    |
| CUES | U4000 | 機械式ブレーキ    | 10, 9速 |
| ESSA | U2000 | 機械式ブレーキ    | 8速     |
| グレード       | 型番       | 備考                               | 変速数（リア） |
| -------------- | ---------- | ---------------------------------- | -------------- |
| Dura-Ace TRACK | 7700、7600 | トラックレーサー向けコンポーネント | 1速            |
| グレード | 型番           | 備考                                                            | 変速数（リア） |
| -------- | -------------- | --------------------------------------------------------------- | -------------- |
| XTR      | M9200          | クロスカントリー用バイクの最上位モデル、無線ディレイラー        | 12速           |
| XTR      | M9100          | クロスカントリー用バイクの最上位モデル                          | 12速           |
| XTR      | M9000          | クロスカントリー用バイクの最上位モデル                          | 11速           |
| XTR      | M9070          | Di2(前2速)                                                      | 11速           |
| XTR      | M9050          | Di2(前3速）                                                     | 11速           |
| Deore XT | M8200          | クロスカントリー/トレイル用バイクの上級モデル、無線ディレイラー | 12速           |
| Deore XT | M8100          | クロスカントリー/トレイル用バイクの上級モデル、                 | 12速           |
| Deore XT | M8000          | クロスカントリー/トレイル用バイクの上級モデル、                 | 11速           |
| Deore XT | M8050          | Di2(前2速)                                                      | 11速           |
| Deore XT | T8000          | トレッキングバイク向け                                          | 10速           |
| SAINT    | M820           | ダウンヒル、フリーライドバイク用の最上位モデル                  | 10速           |
| SLX      | M7100          | クロスカントリー/トレイル用バイクの中級モデル                   | 12速           |
| SLX      | M7000          | Deore LXから分化、事実上HONEの後継                              | 11速           |
| ZEE      | M640           | ダウンヒル、フリーライドバイク用の中級モデル                    | 10速           |
| Deore LX | T670           | クロスバイク向けのコンポーネント                                | 10速           |
| Deore    | M6200          | クロスカントリー/トレイル用バイクの初級モデル、無線ディレイラー | 12速           |
| Deore    | M6100          | クロスカントリー/トレイル用バイクの初級モデル                   | 12速           |
| Deore    | M5100          | クロスカントリー/トレイル用バイクの初級モデル                   | 11速           |
| Deore    | M4100          | クロスカントリー/トレイル用バイクの初級モデル                   | 10速           |
| Deore    | M6000          | クロスカントリー/トレイル用バイクの初級モデル                   | 10速           |
| Deore    | T610           | トレッキングバイク向け                                          | 10速           |
| CUES[16] | U8000          | トレッキングバイクの初級モデル                                  | 11速           |
| CUES[16] | U6000          | トレイル用バイクの初級モデル                                    | 11速           |
| CUES[16] | U6000          | トレイル用バイク向け                                            | 10速           |
| CUES[16] | U4000          | トレイル用バイク向け                                            | 9速            |
| Alivio   | M3100          | MTB向け                                                         | 9速            |
| Alivio   | M4000          | MTB向け                                                         | 9速            |
| Alivio   | T4000          | トレッキングバイク向け                                          | 9速            |
| Acera    | M3000          | MTB向け                                                         | 9速            |
| Acera    | T3000          | トレッキングバイク向け                                          | 9速            |
| Acera    | M360           |                                                                 | 8速            |
| Altus    | M2000          | 廉価版コンポーネント                                            | 9速            |
| Altus    | M310           | 廉価版コンポーネント                                            | 8速            |
| Tourney  | TX800          | TourneyTX                                                       | 8速            |
| Tourney  | TX、TY、TZ、FT | Tourney                                                         | 8/7/6速        |
| Tourney  | TZ500          | TourneyTZ                                                       | 6速            |
| グレード | 型番       | 備考 | 変速数（リア）       |
| -------- | ---------- | ---- | -------------------- |
| ALFINE   | S7000/S700 |      | 内装式11速/内装式8速 |
| ALFINE   | S7050/S705 | Di2  | 内装式11速/内装式8速 |
| NEXUS    | C6000      |      | 内装式8速            |
| NEXUS    | C3000      |      | 内装式7速            |
| グレード | 型番 | 備考                        |
| -------- | ---- | --------------------------- |
| DXR      | MX   | BMXレーシングコンポーネント |
| グレード | 型番 | 備考 | 変速数（リア） |
| -------- | ---- | ---- | -------------- |
| Capreo   | F800 |      | 9速            |
| グレード | 型番  | 備考                  | 変速数（リア） |
| -------- | ----- | --------------------- | -------------- |
| E8080    |       |                       |                |
| E6180    |       |                       |                |
| E5100    |       |                       |                |
| E5080    |       |                       |                |
| EP8      | EP801 | MTB向けと荷物運搬向け |                |
| EP6      | EP600 | MTB向けと荷物運搬向け |                |
| EP5      | EP600 | EP500                 |                |

## スポーツ用自転車部品の互換性

### 変速機
2022年現在ロードレーサー用は12速仕様、11速仕様、10速仕様、9速仕様、8速仕様、7速仕様があり、マウンテンバイク用は加えて新規MICRO SPLINEの12速仕様がある。変速段数が異なる製品間、ロードレーサー用とマウンテンバイク用間の公式な互換性は一部を除きほぼ存在しない。なお、DURA-ACEの7700系の9速シフターで7400番台の後ろ変速機を使い8段ギアをインデックスに沿って変速出来る等の過渡期の規格がいくつか存在する。
社外品として一部SRAMのチェーンおよびカセットスプロケットは互換性がある。チェーンリングについてはFSAやスギノテクノが互換品を販売している。

### チェーン
シマノのチェーンには後ろギアの変速数や規格に応じた様々な種類が存在する。マウンテンバイク用の7速/8速はIG（インタラクティブ・グライド）/UG（ユニ・グライド）/HG（ハイパーグライド）チェーン、ロードレーサー用の8速はHGチェーンである。9速用のチェーンはスーパーナローHG。10速用のチェーンはロードレーサー用がスーパーナロー10速用HG、マウンテンバイク用はHG-Xチェーンとまた異なっている。コネクトピンは異なるものがある。LINKGLIDEチェーンは9, 10, 11速用である。HYPERGLIDE+チェーンは12速用である。

### 制動装置
シマノが販売している制動装置のうち、スポーツ自転車に用いられるのはキャリパーブレーキ、Vブレーキ、カンチレバーブレーキ、ディスクブレーキの4種類である。ロードレーサーにはキャリパーブレーキが、ツーリング車やシクロクロス車、古いマウンテンバイクにはカンチレバーブレーキが、2024年現在のロードレーサーとマウンテンバイクにはディスクブレーキが用いられる。
なお、ブレーキとブレーキレバーには推奨される組み合わせと推奨外の組み合わせが存在する。具体的に言うと、ロードレーサー用のブレーキレバーではキャリパーブレーキとカンチレバーブレーキ、以外は推奨されていない。またVブレーキにはVブレーキ専用あるいはVブレーキとカンチブレーキの切り替えが可能なマウンテンバイク用ブレーキレバーがある。これは相互のブレーキのロープ引き量の違いがあるためである。ただしマウンテンバイク用のディスクブレーキ（機械式）をロードバイクのデュアルコントロールレバーで引くセッティングの例もある。ディスクブレーキにはワイヤー式と油圧式があり、これらの間に互換性はない。

### ワイヤー類
ワイヤー類にはシフトケーブルとブレーキケーブルが存在する。これらのケーブルは更にインナーケーブルとアウターケーブルに分けられる。
シフトケーブルはロードレーサー用とマウンテンバイク用でインナー、アウターとも共通である。ブレーキケーブルはアウターケーブルについてはロードレーサー用とマウンテンバイク用は共通である。ただしインナーケーブルは、ケーブル先端の「タイコ」の形状の違いによりロードレーサー用とマウンテンバイク用で異なっており、互換性はない。グレードによって、鉄製、ステンレス製、ステンレス製かつコーティングが施されたものがある。

## 釣り具
1970年2月釣具業界に参入し、主にスピニングリールの製造を開始した。1971年1月に東作釣具株式会社を買収し、ガラス繊維製釣竿とクーラーボックスの製造ノウハウを得る。同月、釣竿製造子会社である島野足立株式会社を設立する。1973年にはアメリカ合衆国アラバマ州に本拠地を置くLew'sと共同開発した世界初の非円形ベイトキャスティングリールSpeed Spool BB-1を発売（日本国内では1977年にBM-1として発売）。また、1974年11月に日本フィッシングタックル株式会社 (NFT) を関連会社化し、1995年に本社に吸収合併、1997年には米Gルーミスを買収、2007年にはフィンランドのラパラVMCと共同出資でRapala Shimano East Europe Oyを設立、2009年に米イノベーティブテキスタイルの買収、2010年にジャッカルと提携を行なうなど、現在では総合釣具メーカーとして世界的に展開している。
特徴として、耐久性が高いことが上げられる。他社に比べ強度基準が非常に高い中で製造されており、リールやロッドの軽量化が進む中、耐久性ありきの軽量化がモットーであり、たとえ5g軽くできても著しく耐久性が落ちてしまうなら軽量化しないというのがシマノの方針であった。この耐久性の高さが長期使用においてもユーザーの満足感を生み、北米やオーストラリアでは高く評価され高いシェアを獲得している。耐久性重視であったが、近年はリールの軽量化に力を入れている。
自転車事業も手がけるシマノの強みとして材料の加工と使い分けが巧みである。精密冷間鍛造技術で仕上げられる駆動ギア、CI4（炭素繊維強化樹脂）をリールの一部やリールシートに採用するなど他業種を手がけるシマノならではのアプローチがなされている。みつとA又、一部の高級モデルではボディにマグネシウム合金が採用されており、薄肉部を含む複雑形状を鋳物で製造する技術は圧巻の一言に尽きる。解析技術の向上や材料置換（金属⇒繊維強化樹脂）により、同社の持ち味である耐久性を維持したまま大胆な軽量化を実現してるモデルもある。
製品にはライフサイクルがあり、スピニングリールは、基本的に3年でモデルチェンジされるようになっており、ベイトリールやロッドに関しては同様に3年程度でモデルチェンジもしくは追加モデルという形でリリースされる。ルアーや浮き、釣り糸などの用品に関しては、人気になることが少なくすぐに廃盤になることが多い。

## 提供番組

### 現在
- 釣り百景 - BS-TBSの釣り番組。筆頭スポンサー。
- おとな釣り倶楽部 - サンテレビ、tvkの釣り番組。自社制作、一社提供。

### 過去
- 釣り・ロマンを求めて - テレビ東京系の釣り番組。筆頭スポンサー。
- 踊る!さんま御殿!! - 日本テレビ系列。複数社提供の1社。

## 製品事故
シマノ製のギヤを使用したアサヒサイクル製の折畳み自転車に乗っていた男性が、ギアをトップに当たる6段に切り替えた際にペダルが空転し転倒。この事故で男性は左腕を骨折し、腕が不自由になる後遺症が残った。 この男性は、事故原因はギアの欠陥だとして2016年10月にアサヒサイクルとシマノを相手取り大阪地方裁判所に提訴。その後2017年10月2日付で、シマノが和解金3900万円を支払うことを条件に和解が成立した。